# 攀牙灣
8°17′N 98°36′E / 8.283°N 98.600°E

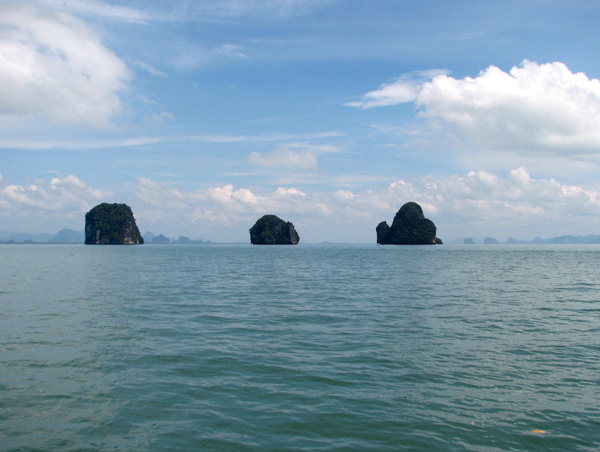
攀牙灣的島群

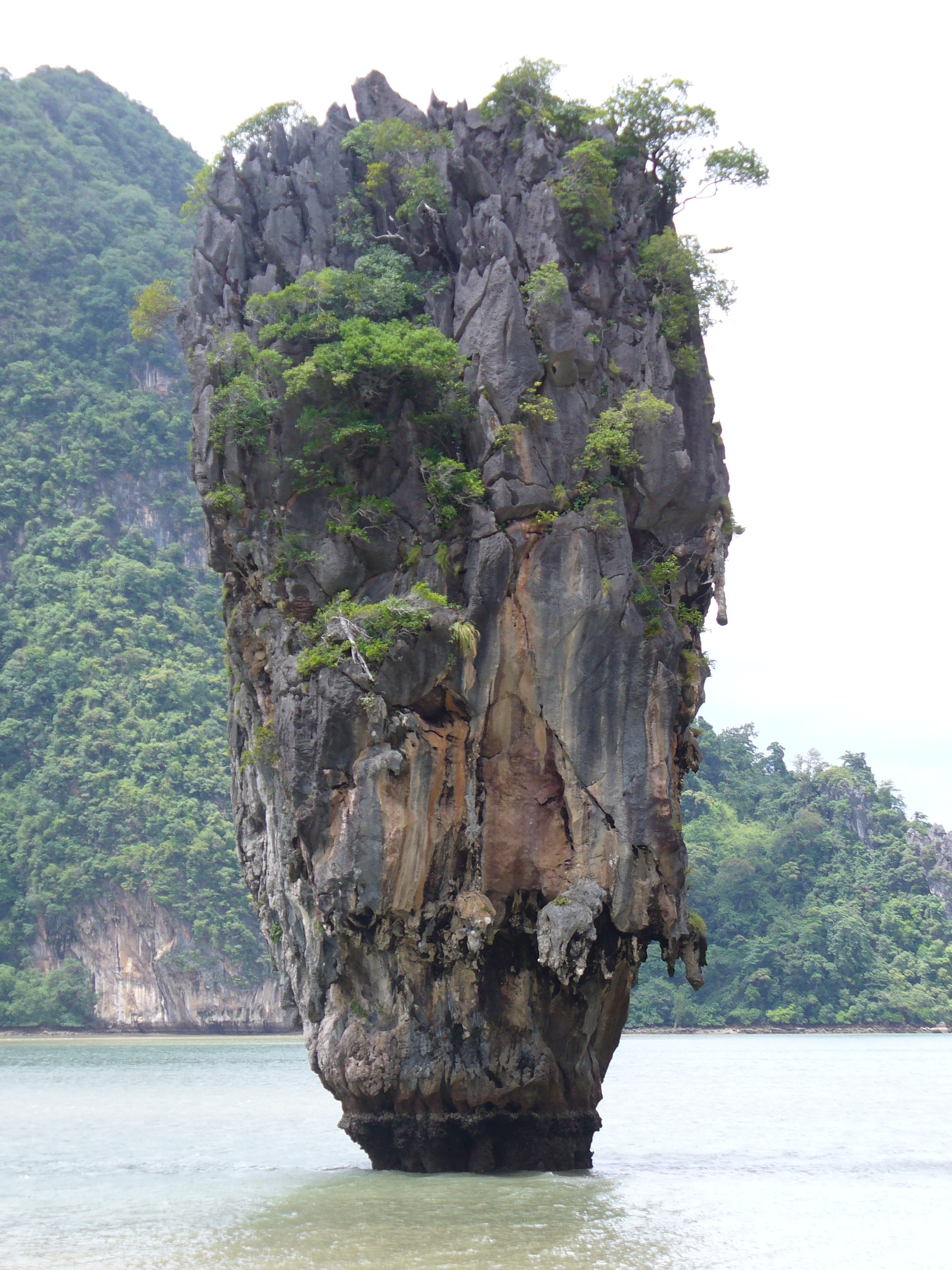
007島

攀牙灣（Phang Nga Bay）是泰國攀牙府一處常400平方公里的海灣，接臨安達曼海，西南方為普吉，屬於泰國南方馬來半島的一部分，自1981年以來，大部分的海灣列屬於 攀牙園家公園管理。主要島嶼和景點包括平甘島（Kao Ping-gan）、班宜島 （Ko Pan Yi）、落山洞（Lod Cave-Ko Thalu Nok）、郜山洞（Tahm Kaew）、克安島（Kao Khien）。
攀牙灣為石灰岩地質，在攀牙灣可見石灰岩洞，也是考古學研究的地點，一萬年前，此處的海平面較低，可用步行的方式來往普吉和甲米。

## 溼地區
2002年8月14日，攀牙海洋園家公園宣布溼地區受到國際生態保育的溼地公約所保護。攀牙灣是一處擁有42個小島的淺灣，包括淺水海域和潮間帶森林溼地，在攀牙灣可見到28種紅樹林和海草床及珊瑚礁。
此處至少有88種鳥類，82種魚類，18種爬蟲類和3種兩棲類和17種哺乳類動物，包括儒艮、白掌長臂猿、江豚和瀕危動物鬣羚。
考古發現此處曾有多種不同生活文化，包括捕魚生活，Nypa棕櫚的茅屋，已有一千年多歷史的的壁畫，如今亦開放觀光客欣賞。

## 流行文化
攀牙灣的達舖(Ko Tapu)是攀牙灣國家公園的知名島嶼之一，它是因為詹姆士·龐德電影金槍人(1974年上映)曾在此拍攝而聞名，因此達舖島又名叫007島，在此之後1997年的詹姆士龐德電影明日帝國亦選在此處拍攝。